# Гай Септимий Север Апр
Гай Септимий Север Апр (лат. Gaius Septimius Severus Aper) — римский государственный деятель начала III века.

## Биография
Апр происходил из африканского города Лептис-Магна, как и его родственник император Септимий Север. Его дедом, по всей видимости, был консул-суффект 153 года Публий Септимий Апр. Возможно, Гай сопровождал Септимия Севера во время поездки в Лептис-Магну в 202 году. В 207 году Апр занимал должность ординарного консула. Его коллегой был Луций Анний Максим.
В 212 году Апр был убит по приказу императора Каракаллы.